# Niklas Falk (skådespelare)
Niklas Daniel Falk, född 28 januari 1947 i Örgryte, Göteborg, är en svensk skådespelare och bror till Jonas Falk.
Falk är utbildad på Teaterhögskolan i Göteborg 1964–1967. Han verkade på Göteborgs Stadsteater fram till 1988. År 1990 flyttade han till Stockholm och började arbeta på  Stockholms Stadsteater. Han har även läst in flera ljudböcker.

## Filmografi
- 1974 – Fiskeläget (TV-serie)
- 1977 – Hammarstads BK (TV-serie)
- 1977 – Soldat med brutet gevär (TV-serie)
- 1981 – Stjärnhuset (TV-serie)
- 1984 – Taxibilder (TV-serie)
- 1988 – Jungfruresan
- 1988 – Enligt beslut (TV-serie)
- 1988 – Träpatronerna (TV-serie)
- 1989 – Förhöret (TV-film)
- 1989 – Sparvöga (TV-serie)
- 1991 – Svidande affärer (TV-film)
- 1993 – För brinnande livet
- 1994 – Pillertrillaren
- 1995 – Anmäld försvunnen (TV-serie)
- 1995 – Petri tårar
- 1995 – Tre Kronor (TV-serie)
- 1996 – Rusar i hans famn
- 1996 – Skilda världar (TV-serie)
- 1996 – Sånt är livet
- 1997 – Beck – Lockpojken
- 1997 – Lilla Jönssonligan på styva linan
- 1997 – Svensson Svensson – filmen
- 1998 – Den tatuerade änkan (TV-film)
- 1998 – Zingo
- 1998 – Ivar Kreuger (TV-serie)
- 1998 – OP7 (TV-serie)
- 1999 – Reuter & Skoog (TV-serie)
- 1999 – Stjärnsystrar
- 1999 – Dödlig drift
- 2000 – Brottsvåg (TV-serie)
- 2000 – Jönssonligan spelar högt
- 2000 – Barnen på Luna (TV-serie)
- 2001 – En förälskelse
- 2001 – Kvinna med födelsemärke (TV-serie)
- 2001 – Agnes (TV-serie)
- 2001 – Rederiet (TV-serie)
- 2002 – Cleo (TV-serie) (gästroll)
- 2002 – Stackars Tom (TV-serie)
- 2003 – Norrmalmstorg (TV-film)
- 2004 – Så som i himmelen
- 2005 – Wallander – Innan frosten
- 2005 – Kommissionen (TV-serie) (gästroll)
- 2007 – Ett gott parti (TV-serie) (gästroll)
- 2008 – Oskyldigt dömd (TV-serie) (gästroll)
- 2009 – Luftslottet som sprängdes
- 2010 – Psalm 21
- 2011 – Den fördömde (TV-serie)
- 2011 – Tintins äventyr: Enhörningens hemlighet (röst som Barnaby Dawes)
- 2011 – Soffan
- 2011 – Bibliotekstjuven (TV-serie)
- 2012 – Zon 261
- 2012 – ParaNorman (röst som domare Hopkins)
- 2012 – Röjar-Ralf (röst som Clyde)
- 2013 – Rum 301
- 2013 – Inte flera mord
- 2014 – Flygplan 2: Räddningstjänsten (röst som Blade Ranger)
- 2015 – Jönssonligan – Den perfekta stöten
- 2015 – Så ock på jorden
- 2016 – Tjuvjägaren
- 2016 – Peter och draken Elliott (röst som Meacham)
- 2017 – Rebecka Martinsson (TV-serie)
- 2017 – Skönheten och odjuret (röst som Maurice)
- 2018 – Sthlm Rekviem (TV-serie)
- 2019 – Draktränaren 3 (röst som Grimmel den Grymme)
- 2020 – Helt perfekt (TV-serie)
- 2021 – Den osannolika mördaren (TV-serie)
- 2023 – Asterix & Obelix: I drakens rike (röst)

## Teater

### Roller (ej komplett)
| År   | Roll                                                 | Produktion                                                            | Regi                                                | Teater                                |
| ---- | ---------------------------------------------------- | --------------------------------------------------------------------- | --------------------------------------------------- | ------------------------------------- |
| 1984 | Beppo                                                | Momo Michael Ende                                                     | Margita Ahlin Jonas Falk Mario Gonzalez Eva Persson | Angeredsteatern Göteborgs stadsteater |
| 1991 | Tolvskillingen                                       | Minns du den stad Per Anders Fogelström                               | Johan Bergenstråhle                                 | Stockholms stadsteater                |
| 1992 | Håkan                                                | Cheek 2 cheek Jonas Gardell                                           | Claire Wikholm                                      | Stockholms stadsteater                |
| 1998 | George Jones                                         | Makten och härligheten (The Absence of War) David Hare                | Benny Fredriksson                                   | Stockholms stadsteater                |
| 1999 | Louis Leplée Georges Bartendern Läkaren Inspicienten | Piaf Pam Gems                                                         | Benny Fredriksson                                   | Stockholms stadsteater                |
| 2000 | Grosshandlare Werle                                  | Vildanden Henrik Ibsen                                                | Stefan Larsson                                      | Dramaten                              |
| 2002 | Dobtjinskij, godsägare bosatt i staden               | Revisorn (Ревизор, Revizor) Nikolaj Gogol                             | Wilhelm Carlsson                                    | Chinateatern                          |
| 2004 | Michael James Flaherty                               | Hjälten (The Playboy of the Western World) John Millington Synge      | Thommy Berggren                                     | Stockholms stadsteater                |
| 2005 | Ezra Mannon                                          | Elektratrilogin (Mourning Becomes Electra) Eugene O'Neill             | Alexander Öberg                                     | Stockholms stadsteater                |
| 2006 | Egeus                                                | En midsommarnattsdröm (A Midsummer Night's Dream) William Shakespeare | Alexander Mørk-Eidem                                | Stockholms stadsteater                |
| 2009 | Axel                                                 | Sista dansen Carin Mannheimer                                         | Malin Stenberg                                      | Stockholms stadsteater                |
| 2011 | Fadern                                               | Leka med elden August Strindberg                                      | Sofia Jupither                                      | Stockholms stadsteater                |
| 2017 | Sorn                                                 | Dumma jävla mås (Stupid Fucking Bird) Aaron Posner                    | Frida Röhl                                          | Kulturhuset Stadsteatern              |
| 2017 | Erich Mühsam, fånge                                  | Bortförd vid midnatt (Taken at Midnight) Mark Hayhurst                | Philip Zandén                                       | Kulturhuset Stadsteatern              |
| 2017 | A                                                    | Vintermusik Lars Norén                                                | Sofia Jupither                                      | Kulturhuset Stadsteatern              |
| 2018 | Trötter, 435 år                                      | Snövit – för vuxna Staffan Valdemar Holm                              | Staffan Valdemar Holm                               | Kulturhuset Stadsteatern              |
| 2019 | Giles Corey                                          | Häxjakten (The Crucible) Arthur Miller                                | Alexander Mørk-Eidem                                | Kulturhuset Stadsteatern              |
| 2021 |                                                      | Arvet Alejandro Leiva Wenger                                          | Frida Röhl                                          | Folkteatern Gävleborg                 |
| 2021 | Georg                                                | Amour Michael Haneke                                                  | Kjersti Horn                                        | Kulturhuset Stadsteatern              |